# Aconitum novoluridum
Aconitum novoluridum är en ranunkelväxtart som beskrevs av Philip Alexander Munz. Aconitum novoluridum ingår i släktet stormhattar, och familjen ranunkelväxter. Inga underarter finns listade i Catalogue of Life.